# Saint-Romain, Charente

Saint-Romain este o comună în departamentul Charente, Franța. În 1 ianuarie 2022 avea o populație de 513 de locuitori.